# Управление дебиторской задолженностью
Управление дебиторской задолженностью — отдельная функция финансового менеджмента, основной целью которой является увеличение прибыли компании за счет эффективного использования дебиторской задолженности, как экономического инструмента.

## Задачи
Задачами управления дебиторской задолженностью являются:
- оптимизация общего размера дебиторской задолженностью и обеспечение своевременной инкассации долга[1];
- комплексная проверка дебитора на начальном этапе;
- юридическое сопровождение сделок;
- финансирование дебиторской задолженности;
- учет, контроль, оценка эффективности дебиторской задолженности;
- взыскание просроченного долга;
- претензионная работа с недисциплинированными дебиторами.

## Функции
- планирование (определение финансовых и управленческих целей)
- организационная функция (обеспечение выполнения запланированных целей)
- мотивирование (утверждение системы мотивации для сотрудников участвующих в процессе управления дебиторской задолженностью)
- контроль
- анализ результатов и обратная связь

## Участники
В современной экономике управление дебиторской задолженностью давно вышло за пределы функций только лишь финансового менеджмента. В современной коммерческой организации в процессе управления задействованы следующие лица и структурные подразделения:
- Генеральный директор
- Коммерческий отдел и отдел продаж (коммерческий директор, руководитель отдела продаж, менеджеры по продажам)
- Финансовый отдел (финансовый директор, финансовый менеджер)
- Юридический отдел и служба безопасности

### Процесс
Проблема ликвидности дебиторской задолженности становится ключевой проблемой почти каждой организации. Она, в свою очередь, расчленяется на несколько проблем: оптимальный объём, оборачиваемость, качество дебиторской задолженности.
Решение этих проблем требует квалифицированного управления дебиторской задолженностью, что является одним из методов укрепления финансового положения предприятия. Мероприятия по возврату дебиторской задолженности входят в группу наиболее действенных мер повышения эффективности за счёт внутренних резервов предприятия и могут быстро принести положительный результат. Возврат задолженности в сжатые сроки — реальная возможность восполнения дефицита оборотных средств.
Одним из важнейших параметров имеющейся в организации дебиторской задолженности является вероятность ее взыскания. Оценка данного показателя может производиться с использованием различных подходов. В реальной практике антикризисного управления, для оценки состояния дебиторской задолженности и ее качества обычно используются сложные, комплексные и многофакторные карты рисков вероятности взыскания дебиторской задолженности, сочетающие в себе процедуры сбора и всестороннего изучения информации о дебиторах и обладающие широкими возможностями аналитические инструменты, формируемые с помощью последних достижений различных разделов математической науки и различных инноваций.
Подобные карты рисков представляют собой пакет взаимосвязанных процедур, направленных на поиск и комплексную перекрестную оценку информации о том или ином дебиторе, сопоставление полученных в результате выводов с рядом других, значимых в данном контексте сведений (состояние соответствующих тематике деятельности дебитора рыночных и финансовых конъюнктур, данные о ретроспективе отношений должника со своими контрагентами и т. п.) и генерацию экспертного заключения, содержащего ключевые выводы о финансовом состоянии дебитора и вероятности погашения им задолженности услуги, обоснование этих выводов, а в ряде случаев — общие рекомендации, касающиеся выбора максимально эффективного метода (стратегии) взыскания данной задолженности.
Управление дебиторской задолженностью может быть отождествлено с любым другим видом управления как процесс реализации специфических управленческих функций: планирования, организации, мотивации и контроля.
- Планирование — это предварительные финансовые решения. Чтобы оно было эффективным, необходимо определить долгосрочную цель организации, сформулировать стратегию организации, определить политику действий, выбрать рациональные процедуры действий.
- Организация управления означает координацию действий по такой последовательности: вся область действий должна быть сгруппирована по выбранным функциям; лицам, которые ответственны за свою деятельность, должны быть предоставлены адекватные права.
- Под мотивацией подразумевается совокупность психологических моментов, которыми определяется поведение человека в целом.
- Действия по контролю это подготовка стандартов действий и сравнение фактических результатов со стандартными.

Таким образом, управление дебиторской задолженностью представляет собой часть общего управления оборотными активами и маркетинговой политики предприятия, направленной на расширение объёма реализации продукции и заключающейся в оптимизации общего размера этой задолженности, обеспечении своевременной её инкассации. В основе квалифицированного управления дебиторской задолженностью фирмы лежит принятие финансовых решений по следующим фундаментальным вопросам:
- учёт дебиторской задолженности на каждую отчётную дату;
- диагностический анализ состояния и причин, в силу которых у фирмы сложилось негативное положение с ликвидностью дебиторской задолженности;
- разработка адекватной политики и внедрение в практику фирмы современных методов управления дебиторской задолженностью;
- контроль за текущим состоянием дебиторской задолженности.

Задачами управления дебиторской задолженностью являются:
- ограничение приемлемого уровня дебиторской задолженности;
- выбор условий продаж, обеспечивающих гарантированное поступление денежных средств;
- определение скидок или надбавок для различных групп покупателей с точки зрения соблюдения ими платёжной дисциплины;
- ускорение востребования долга;
- уменьшение бюджетных долгов;
- оценка возможных издержек, связанных с дебиторской задолженностью, то есть упущенной выгоды от неиспользования средств, замороженных в дебиторской задолженности.